# Schlacht bei Hochkirch
Pirna – Lobositz – Prag – Gabel – Kolin – Groß-Jägersdorf – Moys – Roßbach – Breslau – Leuthen – Domstadtl – Olmütz – Neisse – Zorndorf – Hochkirch – Kay – Kunersdorf – Hoyerswerda – Maxen – Koßdorf – Landeshut – Liegnitz – Oschatz – Berlin – Wittenberg – Torgau – Döbeln – Burkersdorf – Reichenbach – Freiberg

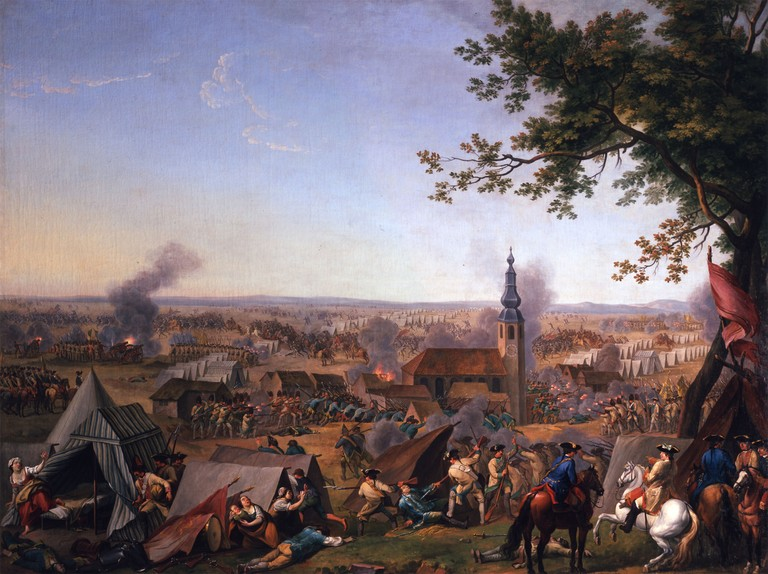
Hyacinth de La Pegna: Der Überfall bei Hochkirch am 17. Oktober 1758. Wien, Heeresgeschichtliches Museum

In der Schlacht bei Hochkirch überfiel am 14. Oktober 1758 die Kaiserliche österreichische Armee unter dem Kommando von Feldmarschall Leopold Joseph Graf Daun in einem Nachtgefecht das preußische Heerlager nahe Bautzen (Hochkirch liegt 10 km östlich der Stadt Bautzen) in Sachsen. Diese Schlacht des Siebenjährigen Krieges ist als zweite persönliche Niederlage Friedrichs des Großen in die Geschichte eingegangen; ihr für Preußen unglücklicher Ausgang wird mit einigem Recht zum großen Teil der mangelnden Vorsicht des Königs bei der Auswahl des Lagerplatzes zugeschrieben.

## Schlachtverlauf

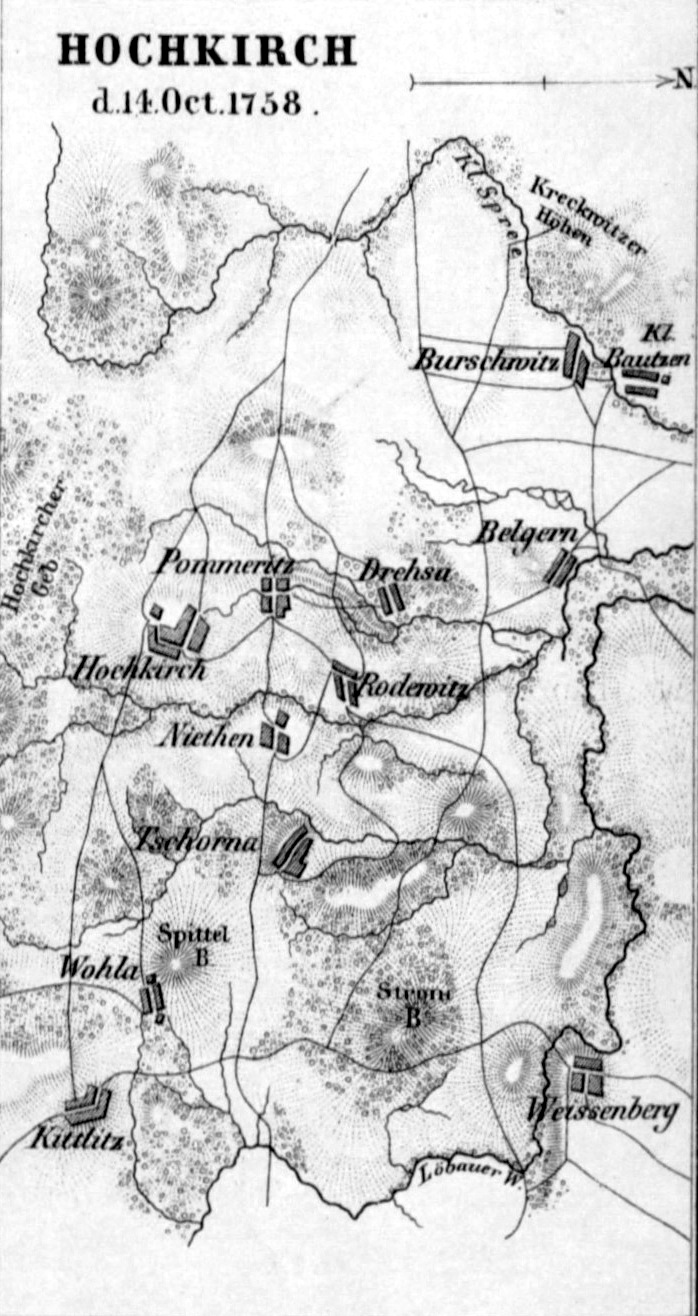
Umgebungskarte der Schlacht von Hochkirch

Friedrich der Große, dessen Hang zum „Bataillieren“ nicht nur bei seinem Bruder und schärfsten Kritiker Prinz Heinrich von Preußen auf Widerwillen stieß (Mitte des 18. Jahrhunderts galt angesichts der engen logistischen Verhältnisse schon eine Abfolge von fünf größeren Schlachten binnen Jahresfrist als rasch und ungewöhnlich), verfolgte den Plan, im Anschluss an die Vertreibung der Russen aus der Mark (Schlacht von Zorndorf) so schnell wie möglich eine Entscheidung gegen die Österreicher herbeizuführen. Hierauf führen einige Historiker einigermaßen plausibel die äußerst riskante Standortwahl in der Nacht vor Hochkirch zurück: Der König wollte seinerseits die Österreicher überrumpeln, rechnete aber nicht damit, dass sie – vor allem auf Betreiben des fähigen und engagierten Gideon Ernst von Laudon – seinem Angriff zuvorkommen könnten. Dass das preußische Feldlager zudem direkt zwischen den Österreichern und dem Magazindepot Görlitz lag, machte einen österreichischen Präventivschlag nur noch wahrscheinlicher.
In der Nacht auf den 14. Oktober, gegen fünf Uhr morgens, begann der Überraschungsangriff österreichisch-ungarischer Panduren auf die preußischen Stellungen. Hunderte lagen noch im Schlaf, als Teile des Lagers von feindlichen Soldaten überrannt wurden. Die rasch improvisierte Verteidigungslinie der Preußen konnte nur vorübergehend Gegenwehr bieten. Vor allem den Kavalleriegeneralen Hans Joachim von Zieten und Friedrich Wilhelm von Seydlitz war es zu verdanken, dass ein halbwegs geordneter Rückzug gelang. Denn sie hatten – entgegen dem Rat des Königs – darauf gedrängt, die Pferde ihrer Einheiten auch nachts gesattelt zu lassen, wohl in Vorahnung der drohenden Gefahr. Seydlitz selbst soll vor der Schlacht gesagt haben, die Österreicher verdienten gehängt zu werden, griffen sie die Preußen in so einer günstigen Situation nicht an. Indessen kämpften zahlreiche Einheiten, so insbesondere die Infanterieregimenter Prinz von Preußen, Prinz Heinrich, von Geist und von Anhalt, um das nackte Überleben. In der Dunkelheit entfaltete sich eine heftige Kanonade, die Teile der preußischen Infanterie gegen den Friedhof von Hochkirch drängte. Dort leistete das II. Bataillon des Infanterieregimentes Nr. 19 Markgraf Karl unter seinem Kommandeur Major von Langen erbitterten Widerstand. (Friedrich ließ dem elf Tage nach der Schlacht seinen zahlreichen Verletzungen erlegenen Bataillonskommandeur nach dem Kriege ein ehrendes literarisches Denkmal setzen.) Nach mehrstündiger verzweifelter Gegenwehr musste sich das zusammengeschmolzene Bataillon dem einbrechenden Feind ergeben. Marschall Daun sah angesichts nicht unerheblicher eigener Verluste von der Verfolgung der Gegner ab.
Friedrich gelang es, obwohl sein Pferd von einer Musketenkugel getroffen worden war, unter Beschuss des Feindes einen geordneten und erfolgreichen Rückzug in eine sichere Verteidigungsstellung zu befehligen. Hierdurch konnte der vollständige Sieg der Österreicher verhindert werden.

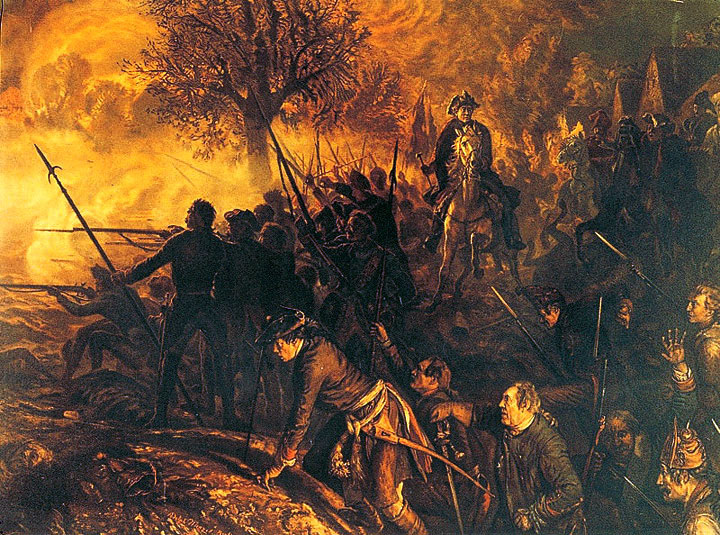
Adolph Menzel: Friedrich und die Seinen in der Schlacht bei Hochkirch (1850–1856)

Die Schlacht bei Hochkirch brachte Preußen nicht in existenzielle Gefahr. Denn die Österreicher unterließen vorerst eine Weiterverfolgung ihrer Offensive, wohl auch deshalb, weil die preußische Hauptmacht für einen finalen Vernichtungsschlag noch zu kampfkräftig und umfangreich war. Sie markiert jedoch einen weiteren Wendepunkt im Kriegsverlauf: Von nun an wurde Friedrich mit seinen Grenadieren endgültig vom Jäger zum Gejagten, die Gefahr einer beiderseitigen Umklammerung durch die Kaiserlich Russische Armee im Norden und die Österreicher im Süden war allgegenwärtig, und jeder Erfolg konnte nur als Ausgangsposition für eine neue Defensivaktion genutzt werden.
Hinzu kam, dass die Schlacht zwei bedeutende Heerführer das Leben gekostet hatte: Generalfeldmarschall James Keith, schottischer Emigrant und enger Freund des Monarchen, war beim österreichischen Angriff tödlich verwundet worden. Sein Leichnam wurde von den Österreichern nach der Schlacht mit allen Ehren in der Kirche von Hochkirch aufgebahrt und anschließend dort beigesetzt. Generalfeldmarschall Fürst Moritz von Anhalt-Dessau geriet schwer verwundet in Gefangenschaft; zwar entließ man ihn im folgenden Jahr wieder in die Freiheit, eine durch die Verletzung an seiner Hand hervorgerufene Infektion fesselte ihn jedoch fortan ans Krankenbett, bis er 1760 nach langem Siechtum starb, ohne vorher in den Dienst zurückgekehrt zu sein.
Die Preußen versuchten in der Folgezeit, ihre verheerende militärische Niederlage in einen moralischen Sieg umzudeuten, da sie trotz des völlig überraschenden nächtlichen Überfalls der Österreicher noch einen geordneten Rückzug zustande gebracht und dem Feind schwere Schäden zugefügt hatten.

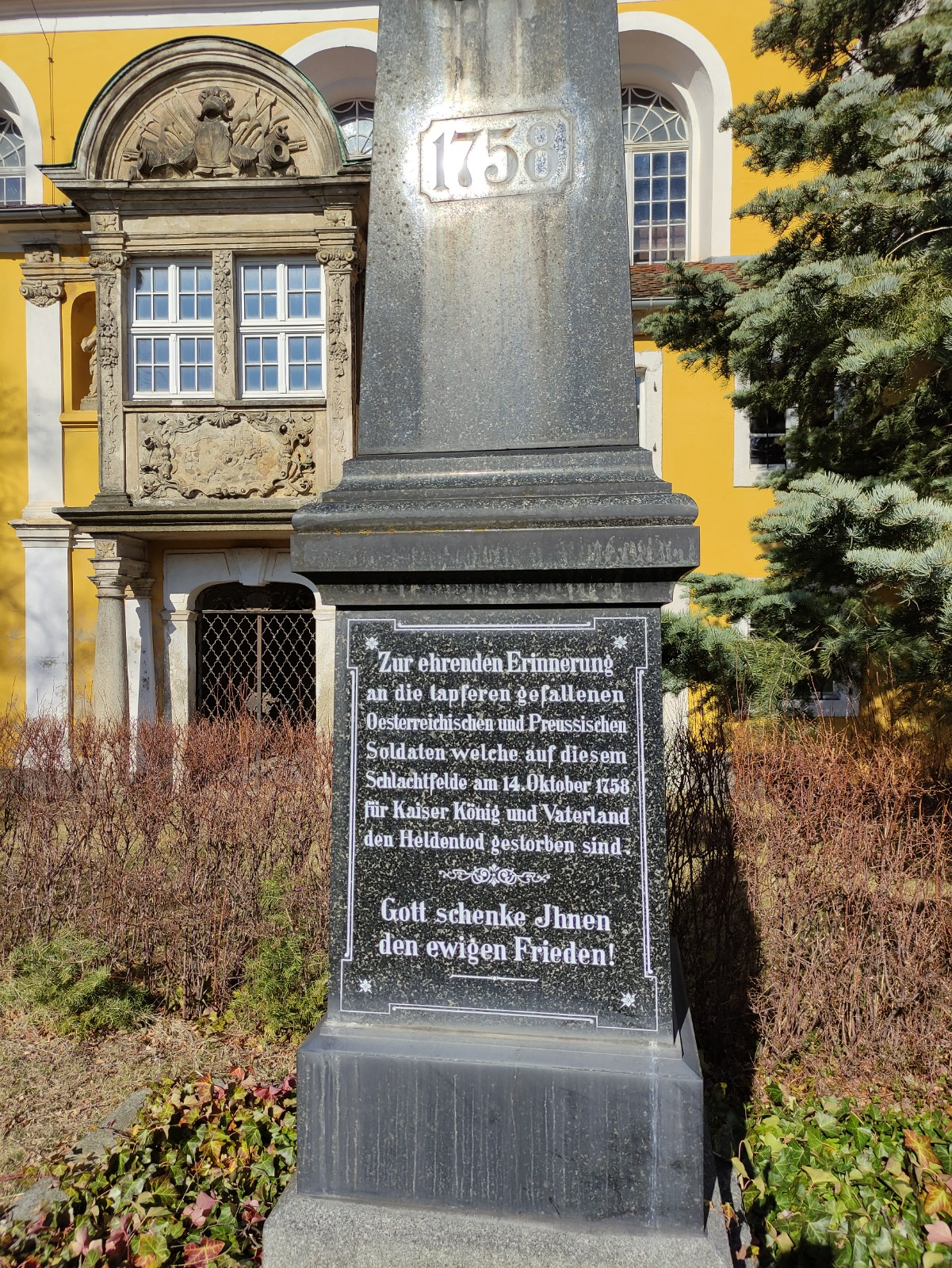
Gedenkobelisk für die 1758 gefallenen Soldaten auf dem Kirchhof in Hochkirch (2022)
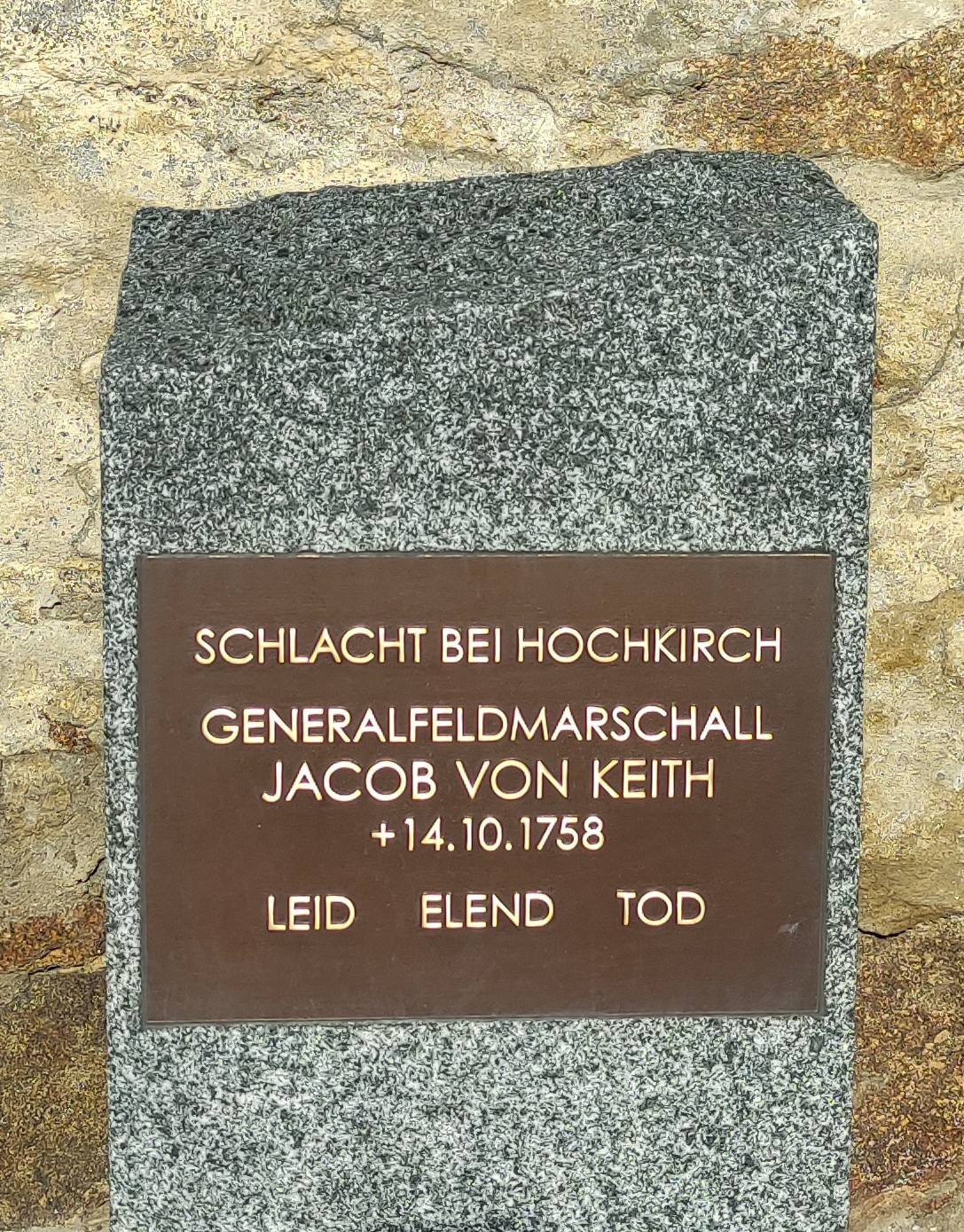
Tafel für Keith vor der Kirchhofsmauer in Hochkirch (2022)
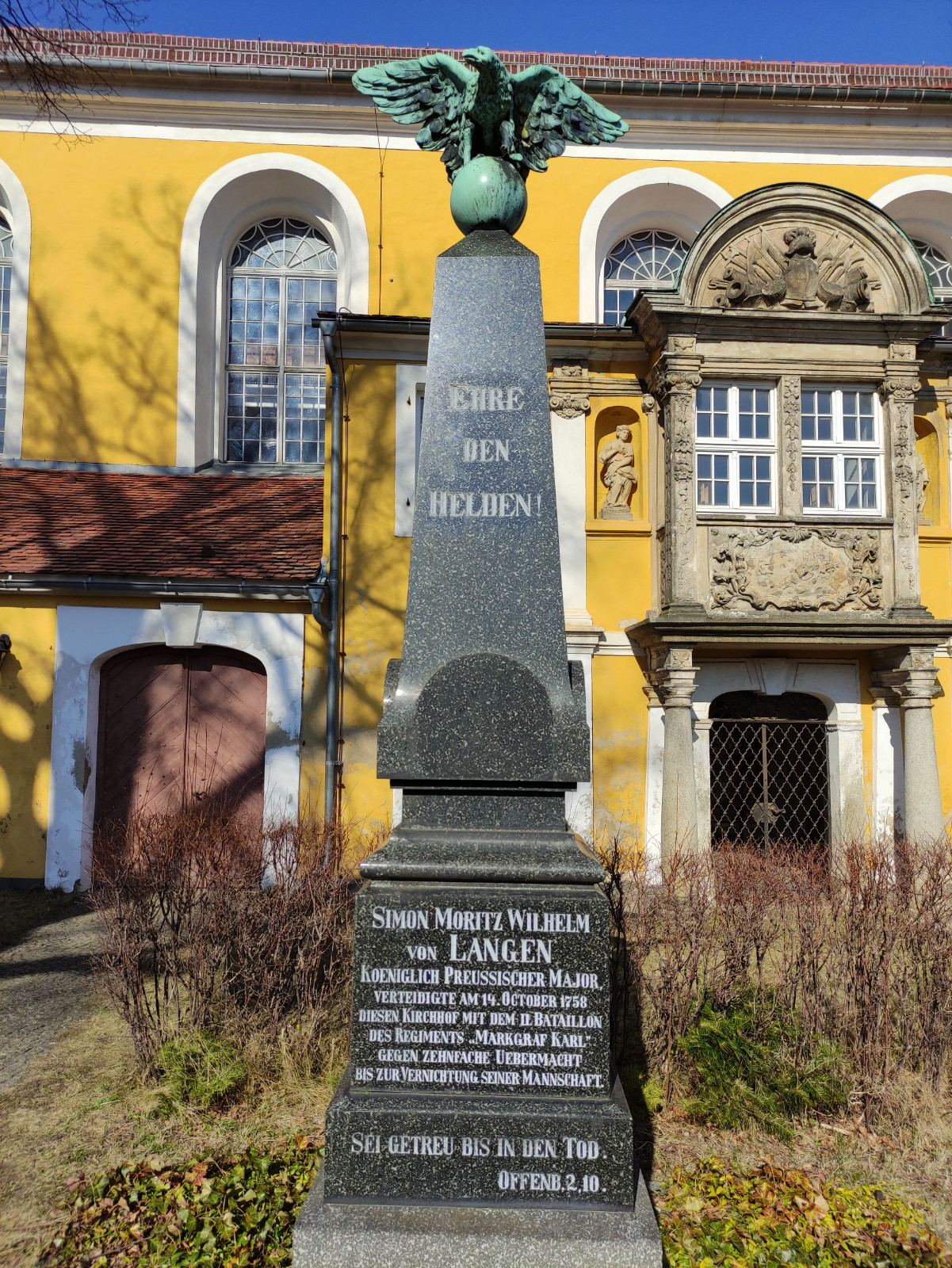
Gedenkobelisk für Langen und sein II. Bataillon auf dem Kirchhof in Hochkirch (2022)